# Saint-Léonard (Liège)
Pour les articles homonymes, voir Saint-Léonard.
Saint-Léonard est un sous-quartier de la ville de Liège situé dans le quartier administratif du Nord qui fait lui-même partie de la section de Liège. Ce sous-quartier se trouve sur la rive gauche de la Meuse.

## Situation
Saint-Léonard est relié au quartier d'Outremeuse par le pont Maghin (ou pont Saint-Léonard) et au quartier de Bressoux par le pont Atlas. 
Le parc Saint-Léonard, qui sépare le quartier administratif du Nord de celui du Centre, était occupée par un important plan d'eau communiquant avec la Meuse puis par la prison Saint-Léonard, avant son déménagement à Lantin et la démolition de l'ancien édifice carcéral entre 1982 et 1983.
Les deux principales voies traversant le quartier sont la rue Saint-Léonard, qui relie la place des Déportés à Coronmeuse, et la rue Vivegnis, qui part du parc Saint-Léonard et s'étend jusqu'au pied du Thier-à-Liège.

## Patrimoine
Historiquement, le quartier était situé en dehors des remparts de la cité. La demeure la plus ancienne du quartier est le château des Quatre Tourettes situé au no 535 de la rue Saint-Léonard.
Le quartier compte plusieurs maisons de style Art nouveau et éclectique, dont certaines dues à l'architecte Victor Rogister.

## Transports
La ligne de chemin de fer 34 (Tongres - Liège) longe ce quartier. Avant sa destruction, le quartier disposait d'une gare, la gare de Vivegnis.
Le futur Tramway de Liège passera par le Quai Saint-Léonard et aura notamment un arrêt sur la Place des Déportés.